# MISP3
MISP3 (англ. MISP family member 3) – білок, який кодується однойменним геном, розташованим у людей на короткому плечі 19-ї хромосоми. Довжина поліпептидного ланцюга білка становить 219 амінокислот, а молекулярна маса — 24 028.
| 10         |  | 20         |  | 30         |  | 40         |  | 50         |
| ---------- |  | ---------- |  | ---------- |  | ---------- |  | ---------- |
| METPIEREIR |  | RSCEREESLR |  | RSRGLSPGRA |  | GRELVELRVR |  | PVLNLPGPGP |
| ALPRALERAR |  | AGAQMQRDIE |  | REAHRQAALA |  | RPAVPEPRAR |  | SPPQPLGELK |
| RFFEAAAGSG |  | SSAGAGDGAG |  | PQRLPEPGGR |  | PRSAVQGGCR |  | VLGSAPPPFT |
| PSLLEQEVRA |  | VREREQELQR |  | QRRSVYGTAE |  | FKEPTPSLTA |  | SRGDGKLVVI |
| WPPRRKVSEN |  | GLEQEERKP  |  |            |  |            |  |            |

A: Аланін

C: Цистеїн

D: Аспарагінова кислота

E: Глутамінова кислота

F: Фенілаланін

G: Гліцин

H: Гістидин

I: Ізолейцин

K: Лізин

L: Лейцин

M: Метіонін

N: Аспарагін

P: Пролін

Q: Глутамін

R: Аргінін

S: Серин

T: Треонін

V: Валін

W: Триптофан